# An der Baumgrenze
An der Baumgrenze ist eine Erzählung des österreichischen Schriftstellers Thomas Bernhard. Sie erschien erstmals im Jahr 1967 in der Zeitschrift Jahresring sowie zwei Jahre später, 1969, in dem gleichnamigen Sammelband An der Baumgrenze zusammen mit den Erzählungen Der Kulterer und Der Italiener.
An der Baumgrenze gehört zu den am häufigsten nachgedruckten Erzählungen des Autors.

## Inhalt
Mit den Augen eines jungen Polizeibeamten wird der Leser durch die Handlung geführt. Der Ich-Erzähler, einer Anstellung in Mühlbach nachgehend, berichtet, wie er in einem Wintermonat abends in ein Gasthaus einkehrt, wo er „ein Mädchen und ein[en] junge[n] Mann“ beobachtet. Das Zuschauen und Zuhören gestaltet sich immer intensiver, bis er das eigentliche Anliegen, seiner Verlobten einen Brief zu schreiben, nur noch als Vortäuschung nutzt, um ungestört dem von ihm plötzlich so empfundenen „Gesetzesbruch“ nachzugehen. Dabei versucht er, Beweise für seine Intuition zu sammeln. Er gibt verschiedene Wortfetzen aus dem Gespräch der beiden wieder, darunter „angewandte Brutalität“ und „Frühgeburt“. Zwischenzeitlich wehrt der Erzähler den Annäherungsversuch der Wirtin ab und ist auch am nächsten Morgen nicht von seinem Verdachtsfall loszureißen. Er verschafft sich schließlich Zugang zum Zimmer der beiden und entdeckt das Mädchen mit einer schweren Medikamentenvergiftung. Während die Beteiligten auf den Arzt warten, stirbt sie. Die Eltern werden zum Gasthof gerufen; es stellt sich heraus, dass die beiden Geschwister sind. Der junge Mann wird einige Zeit später tot „unterhalb der Baumgrenze über Mühlbach“ aufgefunden.

## Intertextuelle Bezüge
Es lassen sich vielfältige Bezüge zu anderen Schriftstellern und Werken feststellen. So erinnert die Ausgangssituation, ein Gasthaus spätabends im Winter, an Franz Kafkas „Das Schloss“ von 1922. Auch in diesem Prosastück kehrt der Protagonist abends in ein abgelegenes Dorf ein, „um im Wirtshaus ein Zimmer zu suchen“. Auch Robert Musils „Der Vorstadtgasthof“ von 1924 stellt ein ähnliches Setting dar.
Dass die Frau des Inspektors aus „Cilli“ stammt und die beiden Personen, die vom Ich-Erzähler beobachtet werden, einer ungnädigen Umwelt unterliegen, erinnert stark an Heinrich von Kleists „Das Erdbeben in Chili“ (1810).
Auch die Schlusssequenz mag auf andere Literatur verweisen. Von Hoff sieht beispielsweise eine Nähe der Endszene zu Lord Byrons „Manfred-Fragment“ (1817) oder zu Franz Kafkas „Der Jäger Gracchus“ (1917).

## Interpretation
Es ist augenscheinlich, dass die Erzählung viele Thematiken anreißt, die auch in späteren Werken Thomas Bernhards eine Rolle spielen. Zum einen zählt dazu jenes diffuse zwischenmenschliche Verhältnis, in dem Fall zwischen Bruder und Schwester, das auch als Inzest gedeutet wird. Der Bruder agiert dominant, die Geschwister sind aufeinander bezogen, jedoch in einem labilen Sinne. „Das Verhältnis ist unmöglich und endet […] im Selbstmord beider.“ Die sexuellen Anklänge werden im Text nur einmal konkreter, als die Wirtin dem Ich-Erzähler Avancen machen will.
Auch Gewalt wird in den unterschiedlichsten Abstufungen dargestellt. Hierzu zählen natürliche Phänomene wie der rigorose Winter, Mühlbach selbst als „locus terribilis“, aber auch menschliche Akte. Schließlich wird von zwei Selbstmorden berichtet und der Ich-Erzähler legt einen erschreckenden Zynismus an den Tag, als er den Tod des Mädchens, den er eventuell sogar hätte verhindern können, mit den Worten quittiert, dies würde nun alles vereinfachen.
Hervorzuheben sei übrigens die Wald- und Holzsymbolik. Der Wald suggeriert Tradition und konventionelle Überzeugungen. Er steht für geordnete, kultivierte Strukturen; zugleich mag man darin auch das Unheimlich-Natürliche und Triebhafte lesen. Insofern wundert es kaum, dass die Erzählung unterhalb der Baumgrenze lokalisiert ist, was einer gewissen Gesetzes- und Normlabilität gleichkommt.
Gast- und Wirtshäuser sind auch an der Baumgrenze lokalisiert. In der Erzählung wird sogar davon berichtet, dass Mühlbach drei Wirtshäuser habe. Das könnte darauf hindeuten, dass sich Schicksalsschläge wie derjenige des Geschwisterpaares auch im nächsten Wirtshaus abspielen oder zumindest denkbar sind.